# Parakosme
En parakosme er en detaljeret opdigtet verden, eller fantasiverden som indeholder mennesker og/eller dyr og nogle gange også fantasivæsner eller andre fremmedarter. De har oftest deres egen geografi, historie og sprog. Den er en slags 'oplevelse' eller verden som ofte bliver udviklet i en tidlig alder og kan forsætte over længere tid; måneder og nogle gange år.

## Oprindelse og anvendelse
Konceptet blev først beskrevet af en forsker for BBC, Robert Silvey, med forsat undersøgelse af britiske psykiater Stephen A. MacKeith, og britiske psykolog David Cohen. Ordet "Parakosme" blev opfundet af Ben Vincent, en af deltagerne i Silvey's undersøgelser fra 1976 og en selvnævnt parakosmiker.
Psykiateren Delmont Morrison og Shirley Morrison nævner parakosmer og "parakosmiske fantasier" i deres bog "Fortabte minder og Perfekte Drømme" (engelsk: Memories of Loss and Dreams of Perfection ), i forbindelse med de mennesker som før har været udsat for dødsfald, eller andre former for tragedier i deres barndom. For disse mennesker, fungerer parakosmer som en måde at komme videre på, og skabe forståelse for deres tidlige tab. Som eksempler på folk der har skabt parakosmer efter død af familiemedlemmer nævnes blandt andre James M. Barrie, Isak Dinesen og Emily Bronte. Dorothy og Jerome Singer nævner parakosmer i deres undersøgelser af børns fantasi.
Børnepsykologen Marjorie Taylor har også oplevet parakosmer som en del af hendes undersøgelser om at have usynlige og/eller opdigtede venner.[6] I Adam Gopniks essay, "At støde ind i Mr. Ravioli" (engelsk: Bumping Into Mr. Ravioli), rådfører han sig hos sin søster, en børnepsykolog, omkring sin 3-årige datters usynlige ven. Han bliver introduceret til Taylor's ideer og fortalt at børn opfinder parakosmer som en ny måde at finde sig selv på, og komme videre i virkeligheden.
Parakosmer bliver også nævnt i artikler om forskellige former for kreativitet og problemløsninger hos børn. Nogle forskere mener, at parakosmisk spil indikerer højere intelligens. En undersøgelse udført af Michigan State University viste at mange modtagere af den engelske MacArthur Fellows Program havde parakosmer som børn. Parakosmisk leg er anerkendt som en indikator på et højt kreativitets niveau, hvilket undervisere nu indser er ligeså vigtigt som intelligens.

## Eksempler
Nogle eksempler på parakosmer er:
- Midgård (engelsk: Middle Earth), en meget detaljeret parakosme skabt af J.R.R. Tolkien, som også er brugt I hans romaner Ringenes Herre (engelsk: The Lord of the Rings) og Hobbiten (engelsk: The Hobbit), men også i flere af hans værker, udgivet senere, som indeholder både fiktive historier, sprog og andre referencer.
- Som barn, lavede forfatteren C. S. Lewis med sin bror Warren en parakosme kaldt "Boxen", som i egentlig var en kombination af deres egne parakosmer Dyreland (engelsk: Animal-Land) og Indien (engelsk: India). Lewis trak senere på sin tidligere Dyreland for at skabe landet Narnia.